# Тагали
Тагали — народ на Філіппінах, який відноситься до південноазійської перехідної раси. Чисельність — 22 млн чоловік. За релігією більшість з них — католики. Тагали — друга (після вісая) за чисельністю етнічна група філіппінців, що становить близько 28,1 % від усього населення країни.
Тагали населяють центральну і південну частини острова Лусон, а також острова Міндоро, Маріндук та інші.